# Les Planards
Les Planards är ett mindre skidområde i östra delen av orten Chamonix i franska Alperna. 

## Sport och fritid
Tävlingar vid juniorvärldsmästerskapen i alpin skidsport 2010 avgjordes här.

### Fotnoter
1. ↑  ”Results FIS Alpine Junior World Ski Championships” (på engelska). FIS. 30 januari-6 februari 2010. http://data.fis-ski.com/alpine-skiing/results.html?place_search=&seasoncode_search=2010&sector_search=AL&date_search=&gender_search=&category_search=WJC&codex_search=&nation_search=&disciplinecode_search=&date_from=01&search=Search&limit=50. Läst 11 februari 2014.